# 7 S.T.A.R.S. 〜7つの答え〜 佐藤アツヒロが繋ぐ光GENJIの現在
『7 S.T.A.R.S. 〜7つの答え〜 佐藤アツヒロが繋ぐ光GENJIの現在』（セブンスターズ ななつのこたえ さとうアツヒロがつなぐひかるゲンジのいま）は、WOWOWが制作・放送するドキュメンタリー番組。佐藤アツヒロが光GENJIのメンバーを訪問し対談を行う。2025年1月5日より、月1回・全7話放送。

## 放送リスト
| 放送回 | 放送日        | 出演者                                             | 備考                                          |
| ------ | ------------- | -------------------------------------------------- | --------------------------------------------- |
| 第1話  | 2025年1月5日  | 佐藤アツヒロ                                       |                                               |
| 第2話  | 2025年2月21日 | 佐藤アツヒロ、赤坂晃                               | 撮影協力: ・589（コハク宮古島） ・TidaFactory |
| 第3話  | 2025年3月16日 | 佐藤アツヒロ、大沢樹生                             |                                               |
| 第4話  | 2025年4月6日  | 内海光司、佐藤寛之、山本淳一                       | 撮影協力: ・あさま空山望KUZANBO               |
| 第5話  | 2025年5月4日  | 内海光司、佐藤寛之、山本淳一 佐藤アツヒロ、ASKA    |                                               |
| 第6話  | 2025年6月15日 | 佐藤アツヒロ、大沢樹生、赤坂晃、山本淳一           |                                               |
| 第7話  | 2025年7月20日 | 佐藤アツヒロ、山本淳一、内海光司、大沢樹生、赤坂晃 |                                               |

## スタッフ
- 企画：佐藤アツヒロ
- プロデューサー：小林慶吾（WOWOW）、島根佳子
- 製作：WOWOW